# Richebourg (Yvelines)
Richebourg ist eine französische Gemeinde mit 1571 Einwohnern (Stand 1. Januar 2022) im Département Yvelines in der Region Île-de-France. Sie gehört zum Arrondissement Mantes-la-Jolie und zum Kanton Bonnières-sur-Seine. Die Einwohner werden Richebourgeois genannt.

## Nachbargemeinden
- Civry-la-Forêt
- Orvilliers
- Prunay-le-Temple
- Gressey
- Houdan
- Tacoignières
- Bazainville
- Maulette

## Bevölkerungsentwicklung
| Jahr      | 1968 | 1975 | 1982 | 1990 | 1999 | 2006 | 2011 | 2021 |
| Einwohner | 350  | 522  | 755  | 1068 | 1378 | 1429 | 1527 | 1568 |

## Sehenswürdigkeiten
Siehe: Liste der Monuments historiques in Richebourg (Yvelines)

## Verkehr

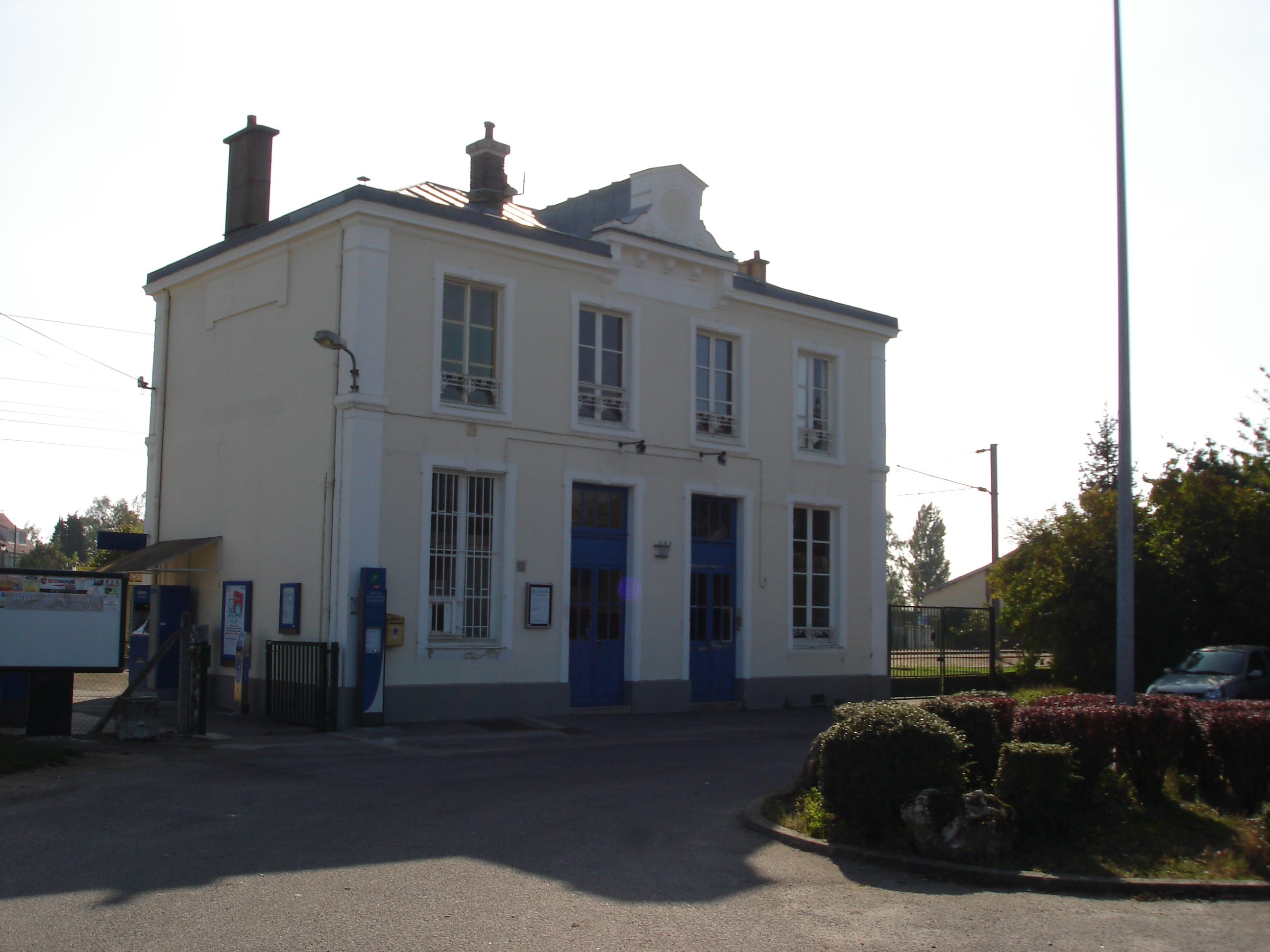
Bahnhof Tacoignières – Richebourg

Richebourg hat zusammen mit Tacoignières den Bahnhof Tacoignières – Richebourg, an welchem Züge der Linie N halten. Somit ist der Ort an das Schienennetz der Vorortzüge von Paris angeschlossen.

## Persönlichkeiten
- Die französische Chansonsängerin Edith Piaf (1915–1963) hatte ihren Zweitwohnsitz in der Gemeinde.
- Der französische Politiker und Schriftsteller Ernest Hamel lebte lange Zeit in Richebourg.

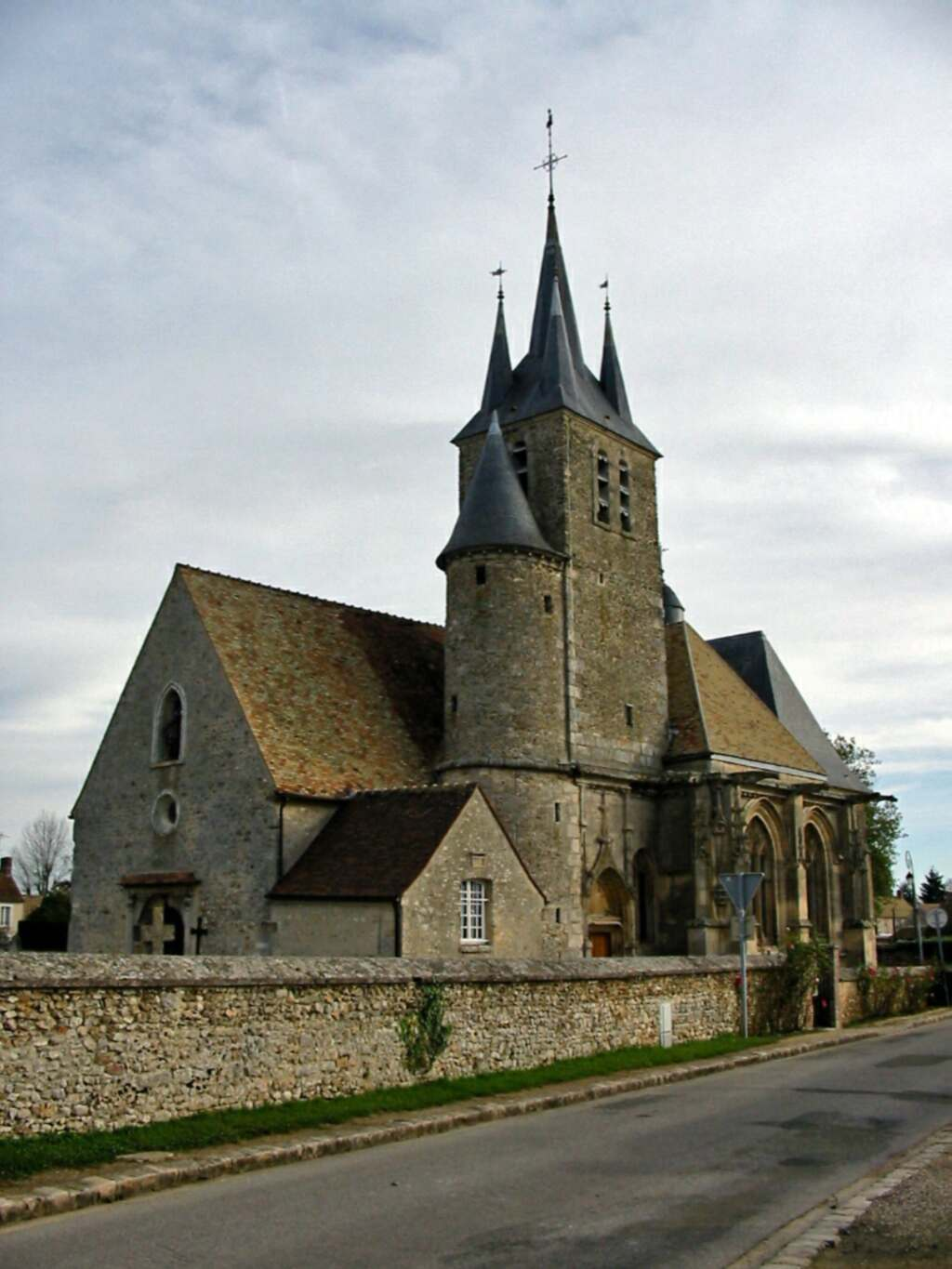
Kirche Saint-Georges.
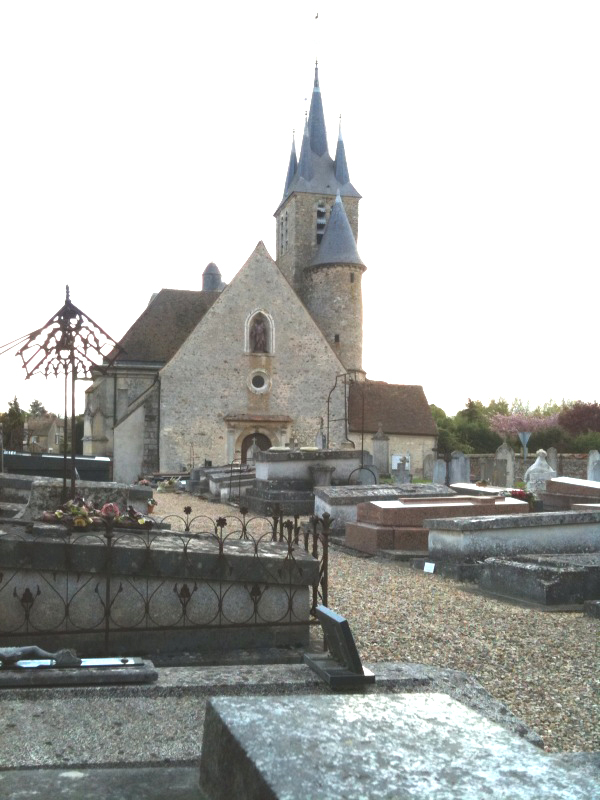
Kirche Saint-Georges mit Friedhof.
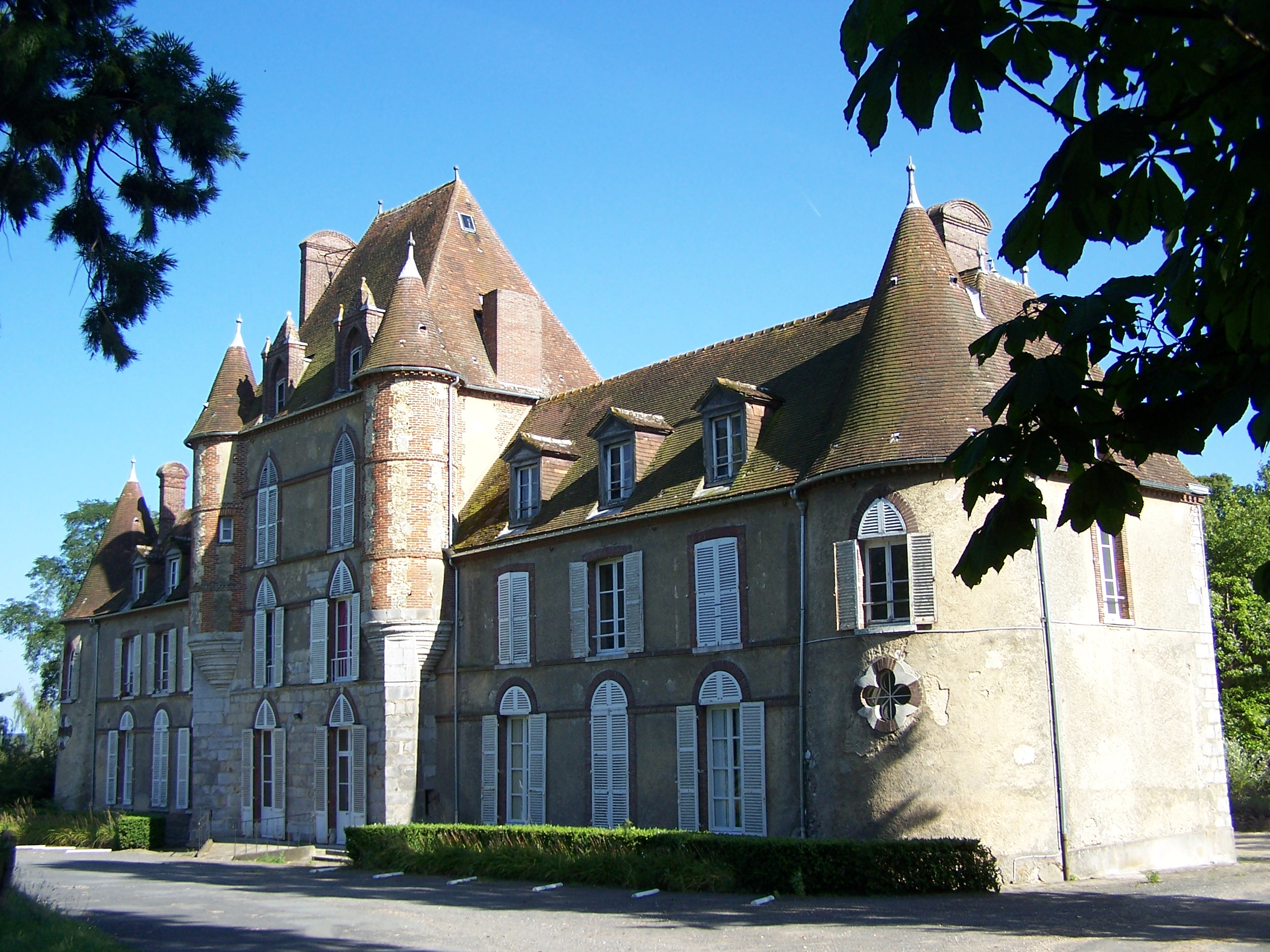
Schloss von Richebourg.